# Marguerite Clark
Marguerite Clark (22 de febrero de 1883-25 de septiembre de 1940) fue una actriz teatral y cinematográfica estadounidense.

## Biografía
Nacida en el seno de una familia granjera en Cincinnati, Ohio, se educó en un internado católico de Cincinnati. Finalizó la escuela a los 16 años, y habiendo decidido seguir una carrera como actriz teatral, pronto demostró estar dotada para la interpretación. 
Tras actuar durante un breve tiempo, debutó en el teatro de Broadway en 1900. Siguió trabajando con éxito en diversos teatros, interviniendo en más de una docena de producciones en Broadway, incluyendo un papel protagonista junto a John Barrymore en la obra de 1912 The Affairs of Anatol. La popularidad de Clark la llevó a firmar un contrato en 1914 para hacer cine con Famous Players-Lasky Corporation.

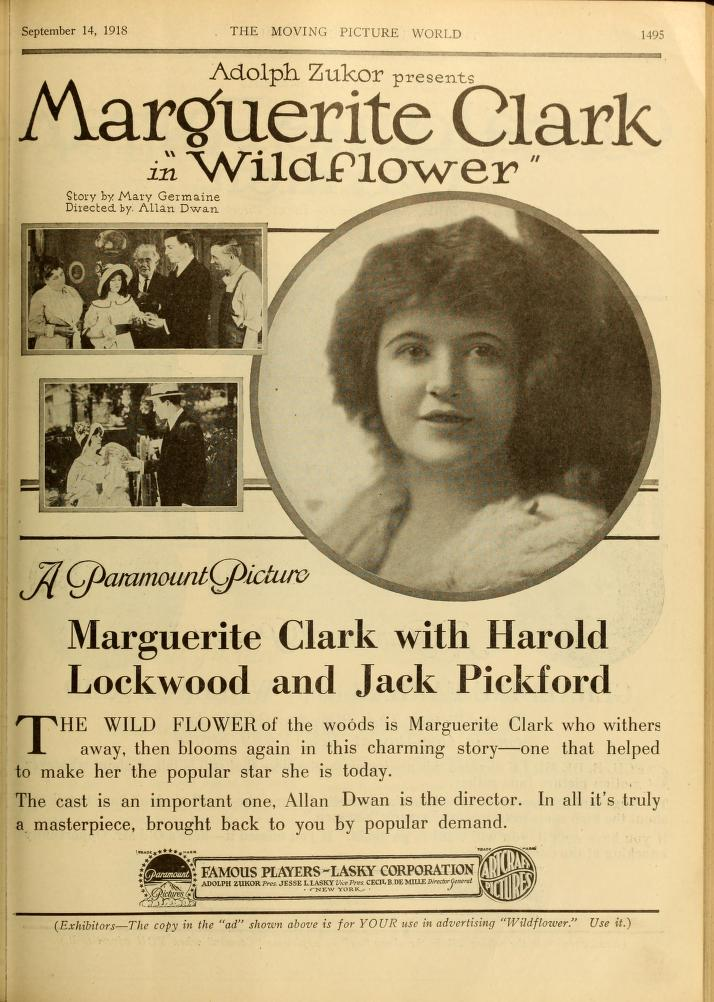
Wildflower (1914)

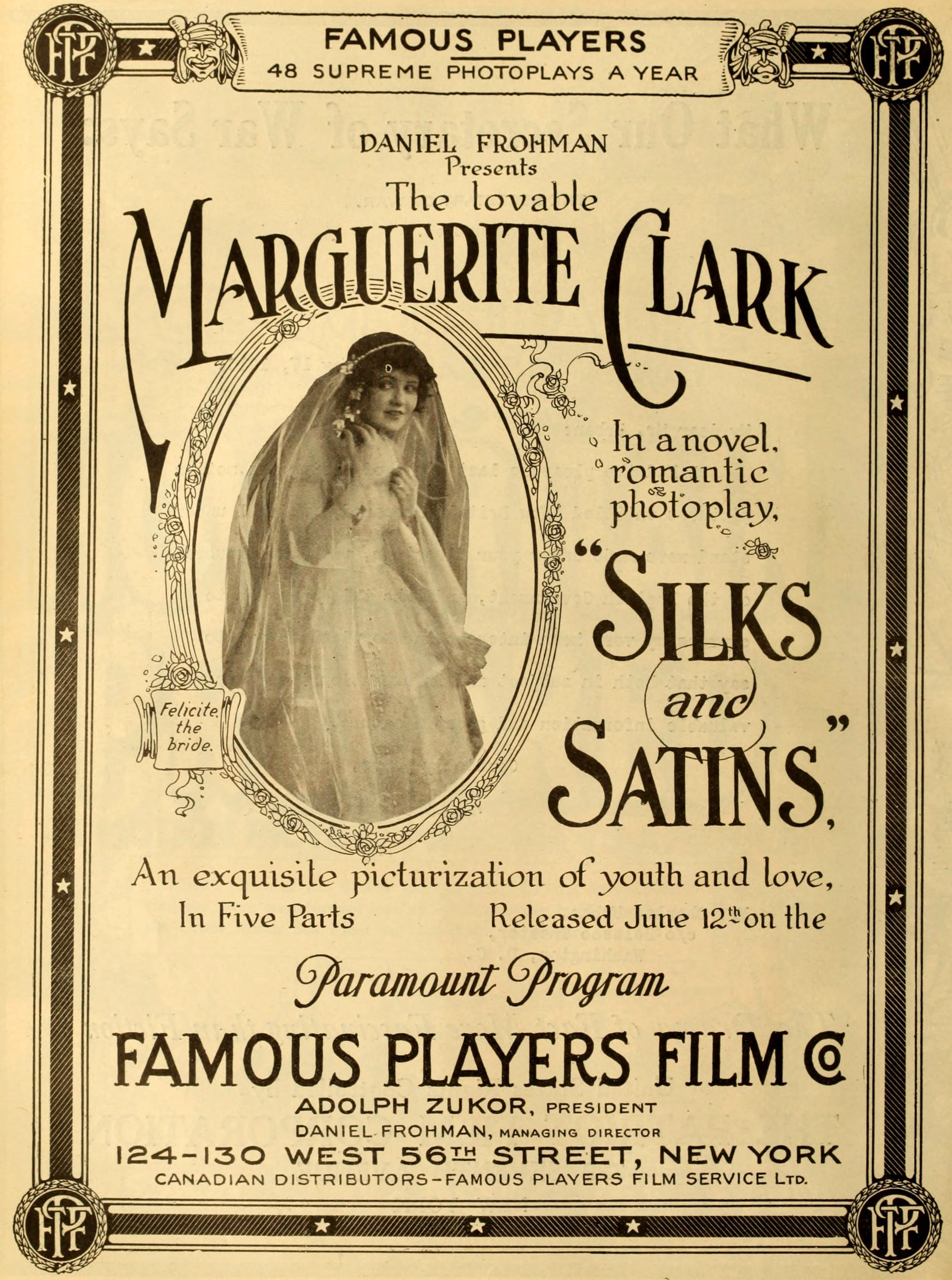
Silks and Satins (1916)

Los 31 años era una edad relativamente tardía para iniciar una carrera cinematográfica interpretando papeles protagonistas, pero Clark tenía un aspecto aniñado que ocultaba su edad. Su primera actuación para la pantalla llegó con el cortometraje Wildflower, dirigido por Allan Dwan. 
En 1915 interpretó el papel de "Gretchen" en la producción The Goose Girl, basada en la novela de 1909 escrita por Harold MacGrath. En 1915 actuó en la película The Seven Sisters, dirigida por Sidney Olcott, y en 1916 reinterpretó uno de sus papeles de Broadway, trabajando en la primera versión en largometraje de Blancanieves. En este film fue dirigida por J. Searle Dawley, quien también la dirigió en otros varios, destacando La cabaña del tío Tom, de 1918. Ese año Marguerite Clark se casó con Harry Palmerston Williams (1880-1936), propietario de una plantación de Nueva Orleáns, Luisiana, con quien permaneció casada hasta el fallecimiento de él. En 1919 actuó en "Come out of the Kitchen". También en 1919, se enroló en la reserva naval.
Marguerite Clark rodó todas sus cuarenta películas, excepto una, para Famous Players-Lasky. La última fue en 1920, Easy to Get, y en la misma trabajaba junto a Harrison Ford. 
Su siguiente y último film lo rodó en 1921, y fue producido por su propia productora para ser distribuido por First National Pictures. Tras la película se retiró, con 38 años de edad, para dedicarse a su familia. Tras la muerte de su marido en 1936, Marguerite Clark vivió en Nueva York, donde falleció a causa de una neumonía en 1940. Fue enterrada junto a su marido en el cementerio Metairie de Nueva Orleans.
Por su contribución a la industria cinematográfica, Marguerite Clark tiene una estrella en el Paseo de la Fama de Hollywood, en el 6304 de Hollywood Boulevard.